# Elstertrebnitz
Elstertrebnitz é um município da Alemanha, situado no distrito de Leipzig, no estado da Saxônia. Tem 11,66 km² de área, e sua população em 2019 foi estimada em 1.291 habitantes.